# Edmond Fatio
Pour les articles homonymes, voir Fatio.
Edmond Fatio, né le 10 janvier 1871 à Genève et mort le 3 mai 1959 dans la même ville, est un architecte suisse.

## Biographie
Edmond Fatio, issu d’une vieille famille patricienne genevoise et frère de Guillaume Fatio, étudie de 1893 à 1898 à l’École des Beaux-Arts de Paris dans l’atelier de Jean-Louis Pascal. Dès 1897, il est membre de la Société suisse des ingénieurs et des architectes et dès 1908 de la Fédération des architectes suisses. À Paris, au Salon des artistes français en 1898, il obtient une médaille d’or. Fatio est également membre de la Société suisse d’art public devenue Patrimoine suisse, et président de la section genevoise de cette société. Il épouse Émilie Naville de Pourtalès, fille de l’égyptologue Édouard Naville qu’il accompagnera aux fouilles de Deir el-Bahari. Il voyage aussi avec l’orientaliste Max van Berchem à la recherche des plus anciens édifices arabes de la Syrie ottomane, voyage qui sera publié  au Caire en 1914-1915.
En 1896, Fatio, avec Paul Bouvier et Aloys Brémond, participe à la construction du Village suisse à l’Exposition nationale suisse de Genève, sans doute sur la base d’un projet de chalet suisse qu’il a publié en 1895.
Il travaille beaucoup à la restauration ou transformation de monuments historiques, notamment à Genève, où il surélève la Tour de l’Île. Fatio s’intéresse en effet tout particulièrement au patrimoine de la ville et canton de Genève, qu’il documente avec Camille Martin en vue d’une publication spécifique, à paraître en 1912 dans la série de la Maison bourgeoise en Suisse.
À l’occasion du concours en vue de la création d’un monument de la Réforme protestante, il gagne, avec Adolphe Thiers et le sculpteur Auguste Seysses, le troisième prix, raison pour laquelle la ville lui commande le socle de la grande statue de Philibert Berthelier devant la Tour de l’Île.
Mais il est aussi un architecte constructeur, édifiant des maisons ouvrières aussi bien que des maisons de campagne cossues ou encore, à la rue de la Corraterie, à Genève, un bâtiment administratif de style Louis XV achevé en 1912 pour la Société de banque suisse. À Chambésy, il réalise en 1901 la chapelle des Cornillons et se charge en 1902-1903 de la construction de l’église du Petit-Lancy, deux édifices religieux qui portent tous deux la marque du Heimatstil. Même durant la Première Guerre mondiale, Fatio construit des villas et développe une architecture ouvrière dans le cadre de la Société genevoise pour l’amélioration du logement. De 1919 à 1930, il enseigne à l’École des Beaux-Arts de Genève. Il a également réalisé une extension de l'Église épiscopalienne de l'Emmanuel, la Maison Paroissiale, qui a été inaugurée en novembre 1930. En 1942, il réaliste les travaux d'élévation de la façade nord du château du Reposoir.
Edmond Fatio réunit une importante collection de dessins d’architecture du XVIIIe siècle.